# モニター商法
モニター商法（モニターしょうほう）は、モニターになると商品が安くなる、モニター料といった名目で収入を得られるといった勧誘を行う商法のことをいう。
着物、布団、浄水器、健康食品、美顔器、宝石、絵画、エステティックなどに関するものが多い。
この商法は、次の2種類に分類できる。
- モニターになると、商品の代金や役務（サービス）の料金が安くなるというもの

モニターになって商品のレポート提出、アンケートに協力、感想文の提出などをすると、モニター以外の人よりも商品の代金や役務（サービス）の料金が安くなるといって勧誘する。
- モニターになると、モニター料といった名目で収入が得られるとするもの

商品の代金や役務（サービス）の料金は支払う必要があるが、モニターになって商品のレポート提出、アンケートに協力などをするとモニター料が得られるので、すぐに支払った料金以上の収入が得られる（元が取れる）などとして勧誘する。しかし、実際には虚偽もしくは誇大なセールストークであることがある。
この種のものは、業務提供誘引販売取引に該当し、特定商取引法に基づいてクーリングオフできる場合がある。